# Эванс, Ральф
Ральф Э́ванс (англ. Ralph Evans; род. 20 декабря 1953, Ронта) — валлийский боксёр минимальной весовой категории, выступал за сборную Великобритании в начале 1970-х годов. Бронзовый призёр летних Олимпийских игр в Мюнхене, участник многих международных турниров и национальных первенств.

## Биография
Ральф Эванс родился 20 декабря 1953 года в долине Ронта, южный Уэльс. В детстве вместе с семьёй переехал в Англию, в город Уотерлувиль, где начал активно заниматься боксом — тренировался в боксёрском клубе, основанном его отцом. Первого серьёзного успеха на ринге добился в 1972 году в минимальном весе, когда благодаря череде удачных выступлений удостоился права защищать честь страны на летних Олимпийских играх в Мюнхене. На Олимпиаде сумел пробиться в полуфинал, после чего со счётом 0:5 проиграл венгру Дьёрдю Гедо.
Получив бронзовую олимпийскую медаль, Эванс вскоре принял решение завершить карьеру спортсмена и покинул сборную. Он не хотел идти в профессионалы, думая о работе жокея на скачках, однако в конечном счёте подался в бизнес, открыв собственную строительную компанию. Ныне с женой и двумя детьми проживает на острове Хэйлинг, графство Хэмпшир.